# Lost in a Moment
Lost in a Moment är ett studioalbum av den norska artisten Lene Marlin. Det släpptes den 13 juni 2005, och är hennes tredje album.

## Låtlista
1. My Lucky Day
2. All I Can Say
3. How Would It Be
4. Hope You're Happy
5. What If
6. Leave My Mind
7. When You Were Around
8. Never To Know
9. Eyes Closed
10. It's True
11. Wish I Could

## Listplaceringar
| Lista (1999) | Topplacering |
| ------------ | ------------ |
| Italien      | 16           |
| Norge        | 4            |
| Schweiz      | 33           |